# ويليام يونغ (كاتب مسرحي)
ويليام يونغ (بالإنجليزية: William Young)‏ هو كاتب مسرحي أمريكي، ولد في 1847، وتوفي في 2 أكتوبر 1920.

## وصلات خارجية
- ويليام يونغ على موقع IMDb (الإنجليزية)
- ويليام يونغ على موقع قاعدة بيانات برودواي على الإنترنت (الإنجليزية)